# Českobudějovický jazykový ostrov
Českobudějovický (nebo Budějovický) jazykový ostrov, německy Budweiser Sprachinsel, byla německojazyčná enkláva v jižních Čechách na území Českých Budějovic a nejbližšího okolí. Genezí a charakterem se jednalo o podobný případ jako brněnský nebo olomoucký jazykový ostrov. Koncem 19. století se v něm ještě vyskytovala sídla téměř čistě německá, během první poloviny 20. století podíl Němců rychle klesal. Vysídlením Němců po druhé světové válce pak jazykový ostrov zcela zanikl.

## Obce

### S německou převahou v roce 1880
- České Budějovice (Budweis):
  - vnitřní město
  - Linecké předměstí (Linzer Vorstadt)
- České Vrbné (Böhmischfellern)
- Čtyři Dvory (Vierhöf)
- Dubičné (Dubiken)
- Haklovy Dvory (Hakelhöf)
- Homole (Humeln)
- Kněžské Dvory (Pfaffenhöf)
- Litvínovice (Leitnowitz)
- Mladé (Lodus)
- Mokré (Gauendorf)
- Pohůrka (Bucharten)
- Roudné (Ruden)
- Rožnov (Strodenitz)
- Rudolfov (Rudolphstadt)
- Suché Vrbné (Dirnfellern)
- Šindlovy Dvory (Schindelhöf)
- Vráto (Brod)

### S německou převahou v roce 1931
- Haklovy Dvory
- Roudné[1]